# محمدآباد (علی‌جمال، شمال)
محمدآباد یک روستا در ایران است که در دهستان علی‌جمال شهرستان بشرویه واقع شده‌است. براساس سرشماری مرکز آمار ایران در سال ۱۳۹۵، جمعیت این روستا کمتر از سه خانوار بوده است.